# 아다마 (성경)

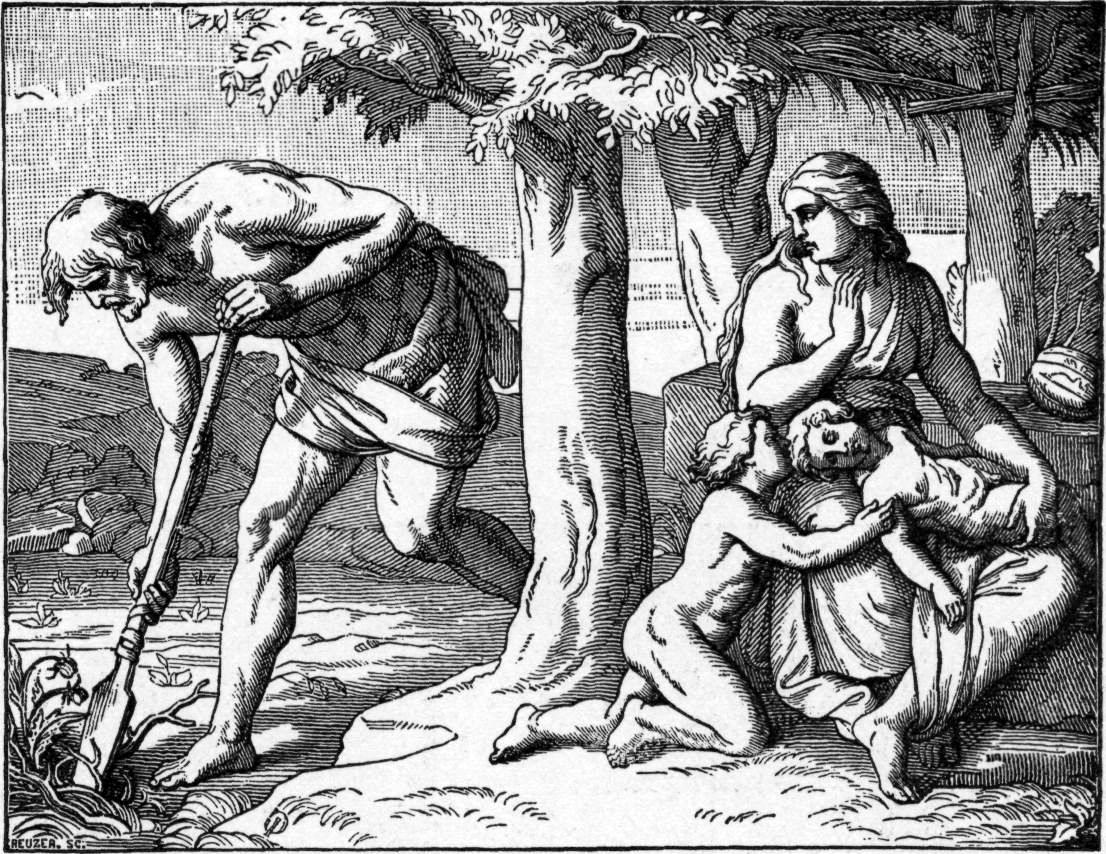
아담이 땅을 경작하고 있다.

아다마 (성경 히브리어: אדמה)는 창세기의 천지창조에서 나오는 땅 또는 지구로 번역되는 단어이다. 단어 아다마와 단어 아담 사이의 어원 관계는 사람이 세상을 육성하기 위해 만들어진 방식과 그가 "흙의 먼지"에서 나왔음을 둘 다 강조하여, 인간과 땅 사이의 목적론적 관계를 강화하기 위해 사용됐다. 사람이 모두 아다마에서 만들어졌으며 서식하기 때문에, 그의 지구로의 의무에 해당하는 것과 관련된 잠재력을 실현 시키기 위해서이다. 아다마와 아담의 긴밀한 관계는 지상을 기는 뱀의 동물의 특성을 강조해, 그를 비유로 해석되었지만, 에덴에서 아다마는 주로 긍정적인 함의를 가지고 있다.